# Zernograd
Zernograd (en rus: Зерноград) és una ciutat de l'óblast de Rostov, a Rússia, segons el cens rus del 2021 tenia 24.076 habitants. És la capital del districte homonim.

## Història
El 1915 es fundà com una estació de Verbliud per a la construcció de la línia ferroviària Rostov-Torgóvaia. El 1933 rebé l'estatus d'assentament urbà i fou reanomenada Zernovoi. El 1951 accedí a l'estatus de ciutat i el 1960 fou rebatejada amb el seu nom actual.